# L3 Technologies
L3 Technologies, anciennement L-3 Communications, est une entreprise américaine spécialisée dans la défense et l'armement, essentiellement dans le secteur du C4ISR. 

## Histoire
Elle est issue, en 1997, d'une scission de Lockheed Martin juste après la fusion entre Lockheed et Martin Marietta en 1995.
Entre le 1er septembre 2001 et le 31 mars 2012, sur les 2 694 contractors américains employés par le gouvernement des États-Unis décédés sur des théâtres d'opérations extérieures, 374 sont des employés de cette société.
En décembre 2015, L-3 Communications vend sa filiale National Security Solutions, spécialisée dans les services aux gouvernements, à CACI International pour 550 millions de dollars.
En octobre 2018, Harris et L3 Technologies annoncent la fusion de leurs activités, pour créer un nouvel ensemble prenant le nom de L3Harris Technologies et ayant 48 000 employés.